# 강진 이씨
강진 이씨(康津李氏)는 전라남도 강진군을 본관으로 하는 한국의 성씨이다. 시조 이진(李珍)은 신라 남해왕 때의 이완(李完)이란 사람의 후손이며, 고려 충선왕이 세자 신분으로 원나라에 있을 때 그를 보좌한 공으로 공신에 책록되고 고려의 여러 관직들을 지냈다.

## 참고 자료
- “강진이씨(康津李氏)”. 뿌리를 찾아서.[깨진 링크(과거 내용 찾기)]